# グラン・アンス・マーヘ
グラン・アンス・マーヘ（英語: Grand Anse Mahe、フランス語: Grand'Anse Mahé、セーシェル・クレオール語: Grand Ans Mae）は、セーシェルの地区のひとつ。

## 隣接行政区画
- ポール・グロー
- プレザンス
- レス・マメール
- カスカード
- アンス・ボワロー